# Actinodaphne omeiensis
Actinodaphne omeiensis (H.Liu) C.K.Allen – gatunek rośliny z rodziny wawrzynowatych (Lauraceae Juss.). Występuje naturalnie w południowych Chinach – w prowincjach Kuejczou oraz Syczuan. 

## Morfologia
PokrójZimozielony krzew dorastający do 5 m wysokości. Gałęzie są nagie.
LiściePrawie okółkowe, zebrane po 4–6 przy końcu gałęzi. Mają kształt od eliptycznego do lancetowatego. Mierzą 12–27 cm długości oraz 2–6 cm szerokości. Są nagie. Nasada liścia jest klinowa. Blaszka liściowa jest o spiczastym wierzchołku. Ogonek liściowy jest nagi i dorasta do 11–30 mm długości.
KwiatySą niepozorne, rozdzielnopłciowe, siedzące, zebrane po 7–8 w baldachy, rozwijają się w kątach pędów. Kwiaty męskie mają 9–12 pręcików.
OwoceMają prawie kulisty kształt, osiągają 2 cm średnicy, są nagie.

## Biologia i ekologia
Jest rośliną dwupienną. Rośnie na skrajach lasów, w zaroślach oraz lasach mieszanych. Występuje na wysokości od 500 do 1700 m n.p.m. Kwitnie od lutego do marca, natomiast owoce dojrzewają od sierpnia do września.